# Yves Leterme
Yves Camille Désiré Leterme (Wervik, Flandes, Bélgica, 6 de octubre de 1960) es un político belga, miembro del Partido Democristiano Flamenco. Fue primer ministro de Bélgica desde 2009 hasta 2011. 
Tras las elecciones generales de 2007 Yves Leterme fue una de las opciones para convertirse en primer ministro belga. Había presentado su dimisión como ministro-presidente de Flandes el 26 de junio de 2007 para ser elegido en las elecciones generales. Así tras éstas, el 16 de julio de 2007, Leterme fue nombrado para iniciar conversaciones formales en la formación de un nuevo gobierno de coalición. Tras nueve meses de estancamiento político por las desavenencias de flamencos y valones, el 20 de marzo de 2008 Leterme fue designado como primer ministro de Bélgica. Renunció al cargo en diciembre de 2008, quedando el gobierno en manos de Herman Van Rompuy. Tras la designación de este último como presidente del Consejo Europeo, Leterme retomó el cargo de Primer ministro belga.

## Biografía

### Primeros años y educación
Yves Leterme nació en el pequeño poblado de Wervik en la provincia de Flandes Occidental, el 6 de octubre de 1960. 
Es bilingüe gracias a su padre francófono y su madre neerlandófona.
Estudió leyes en la Universidad Católica de Lovaina, donde recibió el Grado LL.B. en 1981. Posteriormente, estudió en la Universidad de Gante, donde obtuvo sucesivamente el grado de B.Sc. en Ciencias Políticas (1983) y el Grado LL.M. (1984). Finalmente también obtiene el grado MPA en 1985 por la misma universidad.
Comenzó su carrera del 1987 al 1989 como auditor de la Corte de Cuentas de Bélgica.

### Carrera política
Como democristiano, empieza su carrera política en su provincia natal de Flandes Occidental, antes de ser elegido en el Parlamento federal en 1999, cuando consigue un escaño en la oposición. En las elecciones de 2003 Yves Leterme toma la dirección. 
Ha desempeñado los cargos de vice primer ministro y ministro de Presupuesto, Reformas Institucionales y Transporte en el gobierno federal de Bélgica. Él es también un exministro-presidente de Flandes y ministro flamenco de Agricultura y Pesca.

En 2004, tras la victoria en las elecciones regionales, se hace con el título ministro-presidente y ministro de Agricultura y Pesca de la Región flamenca, en una coalición con los partidos flamencos socialista, liberal y la alianza Nieuw-Vlaamse (el partido independentista).
En junio de 2007, vence en las elecciones legislativas federales. Como personaje emblemático en Flandes, suscitó durante la campaña la polémica por varias intervenciones, muy criticadas en la Bélgica valona que las consideró francófobas.

## Elecciones de 2007
Con Yves Leterme a la cabeza su partido, el CD&V, aliado del partido independentista flamenco N-VA, gana con holgura las elecciones, obteniendo 30 asientos de cada 150 en la cámara y 9 (+5 de comunidad) de los 71 del Senado. Yves Leterme, candidato al Senado, obtuvo 796 521 votos de preferencia.
El 15 de julio de 2007, el Rey Alberto II encargó a Yves Leterme formar un gobierno, pero por conflictos de intereses en el país no lo consigue por lo que el 23 de agosto de 2007, pide al Rey ser declarado incompetente para formar el nuevo gobierno belga, este acepta la dimisión.
El 29 de septiembre de 2007, tras la misión de Herman Van Rompuy como explorador y la entrega de su informe el Rey, Yves Leterme repite la misión de formador, secundado primeramente por Herman Van Rompuy que se había encargado de explorar las pistas de solución institucional, primer obstáculo a la primera dimisión del formador.
El 1 de diciembre de 2007, Yves Leterme le presenta su dimisión al Rey de su función de formador en respuesta al bloqueo de las negociaciones. El 21 de diciembre, es nombrado vice primer ministro y ministro de Presupuesto, de Movilidad y de Reformas institucionales (comparte este último expediente con el francófono Didier Reynders) en el seno del gobierno Verhofstadt III, formado de manera pasajera hasta que un acuerdo de gobierno esté encontrado entre los diferentes partidos belgas, particularmente entre los francófonos y neerlandófonos.
El 20 de marzo de 2008, como era previsto, jura su puesto como 47.º primer ministro belga y forma un gobierno basado en una coalición pentapartita (5 partidos) apodada coalición armenia porque tener los colores de la bandera armenia: naranja (democristiano-humanistas del CD&V neerlandófono y del CDH francófono), azul (liberales VLD neerlandófono y del MR francófono) y rojo (socialistas del PS francófono).
Sin embargo la coalición se volvió a desmoronar, pues el amplio espectro político que pretendía abarcar no fue capaz de resolver los conflictos entre las dos regiones belgas. Los partidos flamencos, en especial, el CD&V y sus colegas independentistas NV-A habían amenazado con dejar caer el gobierno en caso de que no se consiguiese acuerdo entre partidos flamencos y valones, con grandes desacuerdos entre la escisión o ampliación del "distrito central" de Bruselas BHV. Leterme volvió a presentar su dimisión sin embargo el rey la rechazó el día 15 de julio de 2008.
Tras una nueva crisis de gobierno en abril de 2010, se celebraron elecciones en las que venció la Nueva Alianza Flamenca, encabezada por Bart De Wever.